# Ceratothoa oestroides
Ceratothoa oestroides är en kräftdjursart som först beskrevs av Risso 1816.  Ceratothoa oestroides ingår i släktet Ceratothoa och familjen Cymothoidae. Inga underarter finns listade i Catalogue of Life.